# Juli Uroek Anoe
Juli Uroek Anoe is een bestuurslaag in het regentschap Bireuen van de provincie Atjeh, Indonesië. Juli Uroek Anoe telt 708 inwoners (volkstelling 2010).